# Сельское поселение Варзуга
Сельское поселение Варзуга — муниципальное образование в составе Терского района Мурманской области, Россия.
Административным центром сельского поселения является село Варзуга.

## Население
| 2010 | 2012 | 2013 | 2014 | 2015 | 2016 | 2017 |
| ---- | ---- | ---- | ---- | ---- | ---- | ---- |
| 729  | ↘686 | ↘656 | ↘636 | →636 | ↘625 | ↘613 |
| 2018 | 2019 | 2020 | 2021 | 2023 |      |      |
| ↗624 | ↗637 | ↗645 | ↘536 | ↗566 |      |      |

Численность населения, проживающего на территории поселения, по данным Всероссийской переписи населения 2010 года составляет 729 человек, из них 389 мужчин (53,4 %) и 340 женщин (46,6 %).

## Состав
В состав сельского поселения входят 8 населённых пунктов.
| № | Населённый пункт | Тип населённого пункта       | Население   |
| - | ---------------- | ---------------------------- | ----------- |
| 1 | Варзуга          | село, административный центр | ↘363 (2010) |
| 2 | Кашкаранцы       | село                         | ↘79 (2010)  |
| 3 | Кузомень         | село                         | ↗84 (2010)  |
| 4 | Маяк Никодимский | населённый пункт             | ↘3 (2010)   |
| 5 | Пялица           | село                         | ↗14 (2010)  |
| 6 | Тетрино          | село                         | ↘18 (2010)  |
| 7 | Чаваньга         | село                         | ↘87 (2010)  |
| 8 | Чапома           | село                         | ↘81 (2010)  |

До 4 июля 2001 года на будущей территории поселения находился населённый пункт Устье Варзуги, который был упразднён в связи с отсутствием проживающего населения.